# František Velecký
František Velecký (8. března 1934 Zvolen – 5. října 2003 Bratislava), uváděn také jako Fero Velecký, byl slovenský herec.
Byl vzdělán na střední průmyslové škole a zprvu působil jako projektant. Od počátku 60. let začal hrát ve filmu a působil jako herec na volné noze. Ačkoliv nikdy nezískal formálně herecké vzdělání, získal si velký respekt jak od filmových tvůrců, tak od diváků. Hrál ve více než 50 filmech v české, slovenské, maďarské a angloamerické produkci. Mezi jeho nejznámější role patří Mikoláš z Vláčilovy Markety Lazarové. Byl také pomocným režisérem Juraje Jakubiska u filmu Zbehovia a pútnici, v 90. letech také tvořil umělecky.
Zemřel na rakovinu.

## Filmografie
- Skalní v ofsajde (1960)
- Každý týždeň sedem dní (1964)
- Prípad pre obhajcu (1964)
- Nylonový mesiac (1965)
- Marketa Lazarová (1967)
- Stopy na Sitne (1968)
- Pražské noci (1968)
- Virágvasárnap (1969)
- Sladké hry minulého léta (1969) TV
- Noc s mačkou (1970)
- Princ Bajaja (1970)
- Még kér a nép (1972)
- Zločin v Modré hvězde (1973)
- Láska (1973)
- Szerelmem, Elektra (1974)
- Horúčka (1975)
- Pacho, hybský zbojník (1975)
- Na veliké řece (1976)
- Bludička (1977)
- Na konci diaľnice (1982)
- Na druhom brehu sloboda (1984)
- Iná láska (1985)
- O živej vode (1987)
- Let asfaltového holuba (1990)
- Lepší je být bohatý a zdravý než chudý a nemocný (1992)
- Želary (2003)
- Kletba bratří Grimmů (2005)